# Trioza munda
Trioza munda är en insektsart som beskrevs av W. Foerster 1848. Trioza munda ingår i släktet Trioza och familjen spetsbladloppor. Arten är reproducerande i Sverige. Inga underarter finns listade i Catalogue of Life.